# Warwick (New York)
Warwick ist eine Kleinstadt (Town) im Südwesten des Orange Countys, New York mit gut 30.000 Einwohnern. Warwick ist überregional als weltweiter Sitz der Zeugen Jehovas bekannt.
Trotz der Namensgleichheit gibt es keinen Bezug zum "Warwick Economics Summit" in Coventry (Vereinigtes Königreich).

## Geographie
Warwick liegt im südwestlichen Teil des Orange Countys an der New York State Route 94 nahe der Grenze zu New Jersey und ca. 18,7 km südwestlich von Harriman.

## Persönlichkeiten
- Richard Fran Biegenwald (1940–2008), Serienmörder
- John Hathorn (1749–1825), Politiker
- Nathaniel Jones (1788–1866), Politiker
- William C. Wallace (1856–1901), Politiker